# شاين مولوني
شاين مولوني (بالإنجليزية: Shane Moloney)‏ هو لاعب قذف أيرلندي، ولد في 4 مارس 1993 في غالواي في جمهورية أيرلندا.